# Квінс-Гейт (Пенсільванія)
Квінс-Гейт (англ. Queens Gate) — переписна місцевість (CDP) в США, в окрузі Йорк штату Пенсільванія. Населення — 1480 осіб (2020).

## Географія
Квінс-Гейт розташований за координатами 39°56′26″ пн. ш. 76°41′14″ зх. д. / 39.94056° пн. ш. 76.68722° зх. д. (39.940613, -76.687354).  За даними Бюро перепису населення США в 2010 році переписна місцевість мала площу 1,51 км², уся площа — суходіл.

## Демографія
Згідно з переписом 2010 року, у переписній місцевості мешкали 1464 особи в 803 домогосподарствах у складі 310 родин. Густота населення становила 968 осіб/км².  Було 826 помешкань (546/км²).
Расовий склад населення:
| - 79,9 % — білих - 7,4 % — азіатів - 7,2 % — чорних або афроамериканців - 0,2 % — корінних американців - 0,1 % — вихідців з тихоокеанських островів - 3,3 % — осіб інших рас |

До двох чи більше рас належало 1,8 %. Частка іспаномовних становила 7,6 % від усіх жителів.
За віковим діапазоном населення розподілялося таким чином: 15,4 % — особи молодші 18 років, 68,9 % — особи у віці 18—64 років, 15,7 % — особи у віці 65 років та старші. Медіана віку мешканця становила 33,8 року. На 100 осіб жіночої статі у переписній місцевості припадало 94,7 чоловіків;  на 100 жінок у віці від 18 років та старших — 91,5 чоловіків також старших 18 років.
Середній дохід на одне домашнє господарство  становив 51 942 долари США (медіана — 33 854), а середній дохід на одну сім'ю — 73 861 долар (медіана — 63 438). За межею бідності перебувало 13,2 % осіб, у тому числі 18,5 % дітей у віці до 18 років та 0,0 % осіб у віці 65 років та старших.
Цивільне працевлаштоване населення становило 709 осіб. Основні галузі зайнятості: освіта, охорона здоров'я та соціальна допомога — 25,2 %, роздрібна торгівля — 23,7 %, науковці, спеціалісти, менеджери — 12,3 %, оптова торгівля — 10,3 %.